# Бєлий (Ленінградський район)
Бє́лий — хутір в Ленінградському районі Краснодарського краю Російсько Федерації, центр Бєлохуторського сільського поселення.
Населення — 2010 осіб.
Розташовано за 15 км від адміністративного центру району — станиці Ленінградської. Хутір засновано 1892 року.
| Росія | Це незавершена стаття з географії Росії. Ви можете допомогти проєкту, виправивши або дописавши її. |